# Militärakademie Odessa

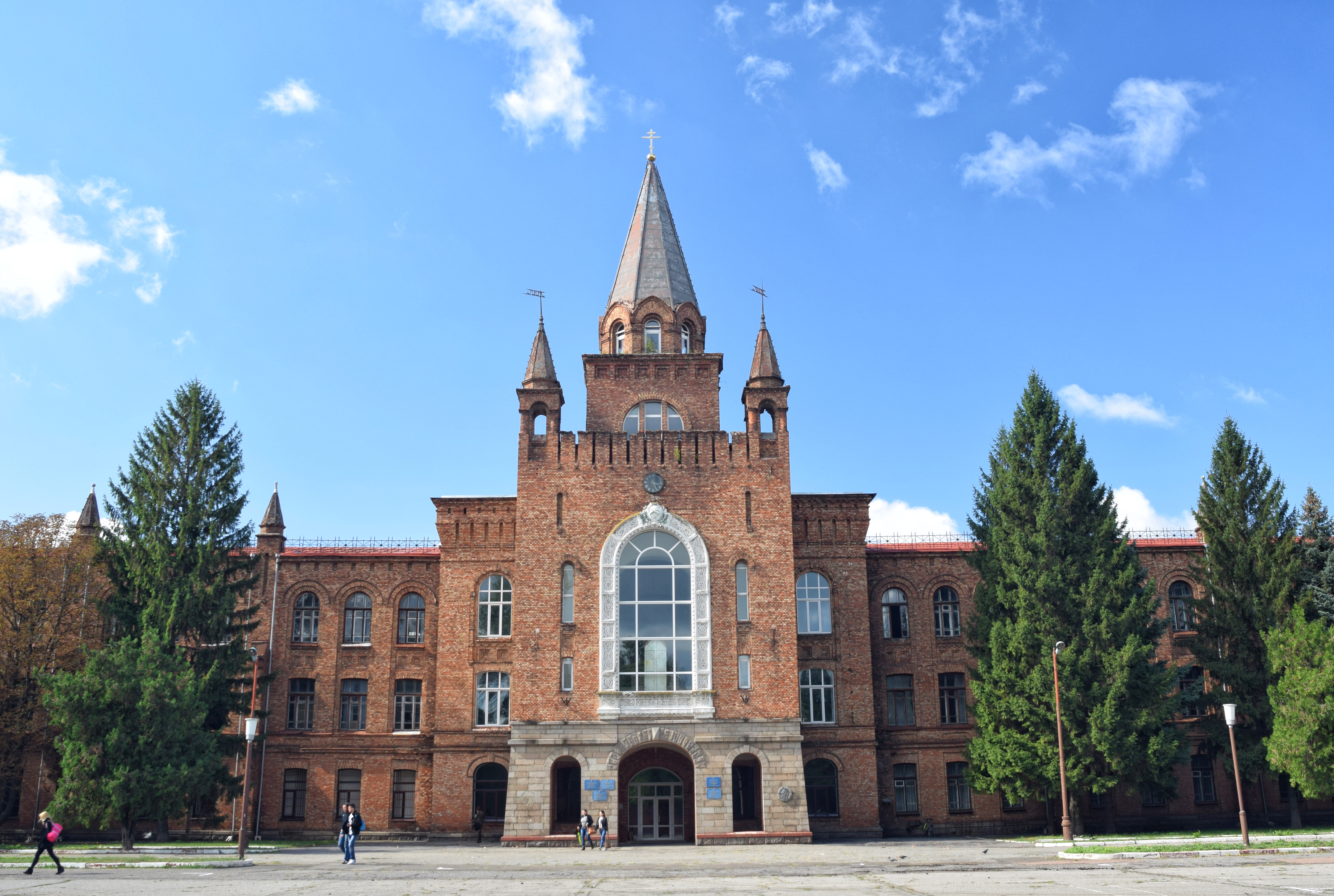
Teil der Militärakademie Odessa

Die Militärakademie Odessa (ukrainisch Військова академія Wijskowa akademija) ist eine militärische höhere Bildungseinrichtung in Odessa. Sie bildet berufsbegleitend auf der Stufe von Bachelor und Master Spezialisten heran, die den ukrainischen Streitkräften angehören. Die der Akademie angeschlossenen Schulen werden sowohl von Soldaten als auch von Angestellten besucht. Ferner ist sie zentraler Baustein für das Ausbildungsprogramm der Reserveoffiziere.

## Geschichte

### Anfänge
Der heutige akademische Schulbetrieb geht auf die Infanterieschule zurück, die auf Anordnung des zaristischen Kriegsministeriums 1865 als sekundäre Mittelschule gegründet und ein Jahr später bezogen werden konnte. Die Infanterieschule hat eine lange Tradition und im Land ein hohes Ansehen. In sie integriert war die Artilleriekommandoschule „Michail Frunse“, die Höhere Militärschule für Personenschutz und die Höhere Militärkommando- und Ingenieurschule. Zu Ehren Frunses, der als Bolschewik sowohl an der Russischen Revolution 1905 als auch an der Februarrevolution 1917 beteiligt war, wurde die Hochschule 1943 nach ihm und in den folgenden Jahrzehnten wiederholt umbenannt.
Sie war zunächst für die Waffengattung der Infanterie bestimmt, die ihre Unteroffiziere zu Offizieren weiterbilden wollte. Eine andere Militäreinrichtung, das 1899 auf Anregung von Zar Nikolaus II. gegründete Kadettenkorps, gehört ebenfalls zu den Ursprüngen der Militärakademie. Alexander Mussin-Puschkin (1827–1903), Kommandeur des Militärbezirks Odessa, hatte schon Mitte der 1890er-Jahre die Anregung dazu gegeben.
Der Bau geht auf die Planung des renommierten Architekten Wassili Maas zurück, der bereits 1865/66 die erste Infanterie-Akademie in Odessa errichtet hatte. Er hat sich sonst überwiegend mit zivilen Bauten wie denen einer Kurklinik, eines Geschäftshauses, eines Gymnasiums, eines Instituts- sowie eines Seminargebäudes und der Ausführung zahlreicher Villen hervorgetan.
Im Zweiten Weltkrieg nahmen die Kadetten und Offiziere der Infanterie- und Artillerieschulen aktiv am Kriegsgeschehen teil. Mit dem Näherrücken der deutschen Truppen evakuierte man ab Herbst 1941 die Schulen in den Ural und kehrte nach der Befreiung der Stadt wieder an den alten Standort zurück. Aufgrund ihrer aktiven Teilnahme wurden mehr als hundert Angehörige der Bildungseinrichtungen mit Orden geehrt. 1968 wurde die Schule zur obersten Bildungseinrichtung der sowjetischen Streitkräfte für Offiziere der taktischen Aufklärungseinheiten.

### Heutiger Zustand
Zum 19. August 1992 wurde die Schule aufgrund des Zerfalls der Sowjetunion, die ihr weitgehende Inaktivität abverlangte, geschlossen. Am 30. August 2006 wurde auf Veranlassung des ukrainischen Ministerkabinetts eine Reorganisation der Akademie beschlossen. Auf dieses Datum geht auch die Gründung der Nationalen Polytechnischen Universität zurück, die 2011 mit der Militärakademie Odessa zusammengelegt wurde. Am 30. Juni 2011 konnte sie auf Grundlage eines Erlasses des Ministerkabinetts als Militärinstitut der Nationalen Polytechnischen Universität Odessa wieder neu gegründet werden.